# Été précoce
Pour plus de détails, voir Fiche technique et Distribution.
Été précoce (麦秋, Bakushū) (littéralement « automne de l'orge », c'est-à-dire la saison de récolte de l'orge) est un film japonais réalisé par Yasujirō Ozu, sorti en 1951.

## Synopsis
Les tiraillements du cercle familial type japonais entre modernité et tradition, symbolisés ici par les trois générations qui cohabitent dans une même maison. Noriko, l'héroïne, est une japonaise moderne, une dactylographe, qui n'envisage pas à vingt-huit ans, de se marier. Cependant, sous la pression des membres de la famille, elle va se résigner, mais sa décision d'épouser l'assistant pauvre de son frère docteur au lieu de l'homme d'affaires préféré par sa famille provoque l'éclatement définitif de celle-ci.

## Fiche technique
- Titre français : Été précoce

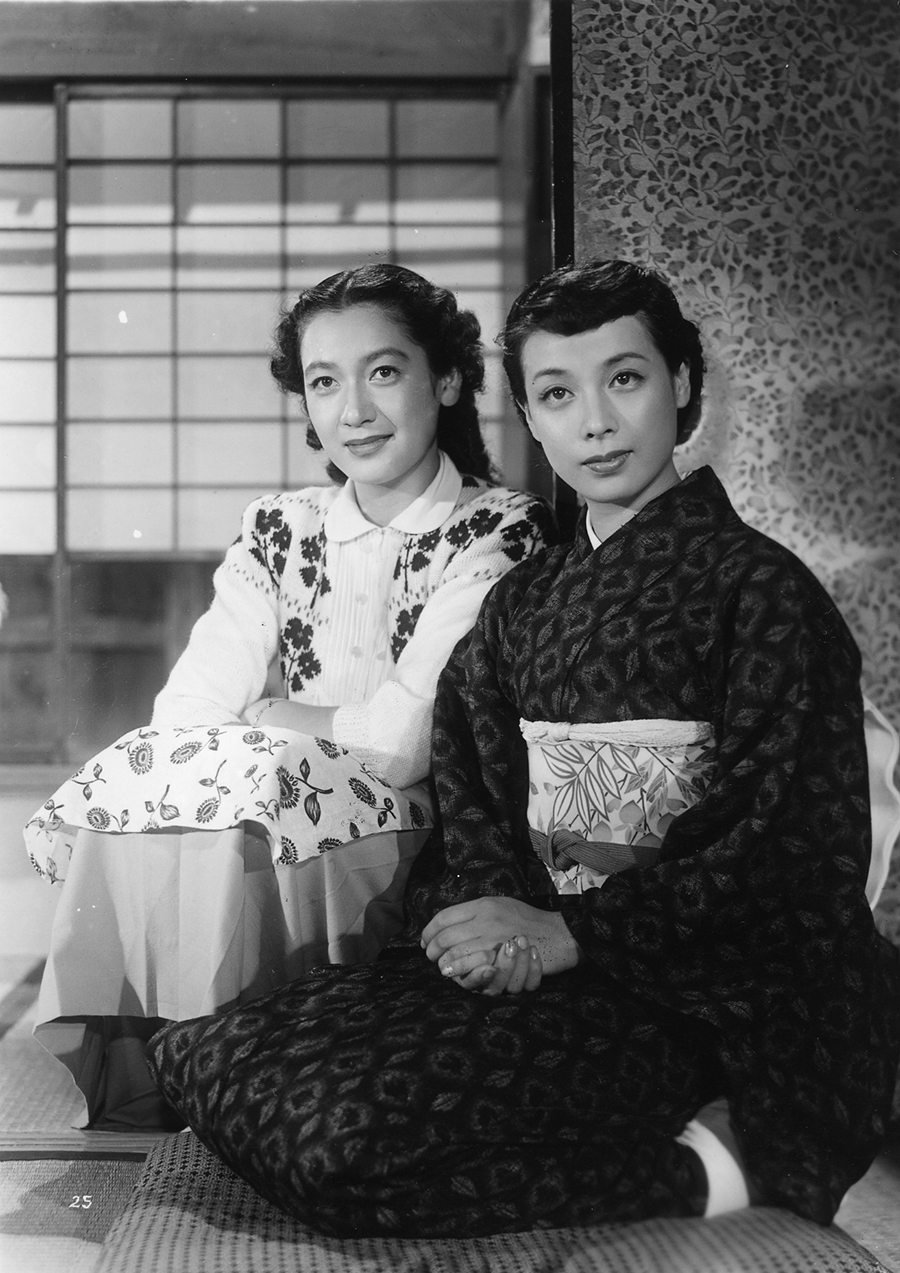
Setsuko Hara et Chikage Awashima.

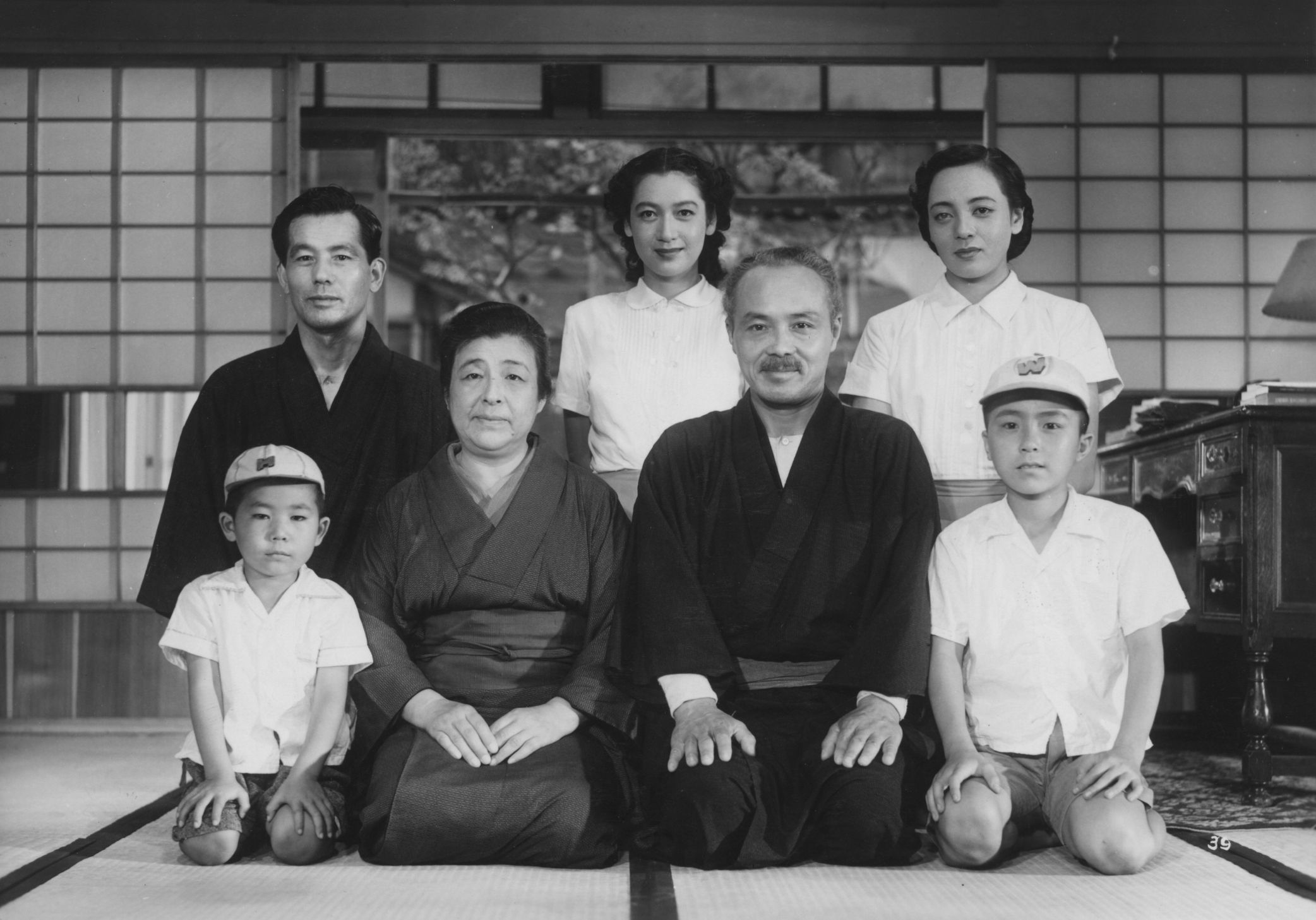
De g. à d. : Isao Shirosawa, Chieko Higashiyama, Ichirō Sugai et Zen Murase au premier rang. Chishū Ryū, Setsuko Hara et Kuniko Miyake au second rang.

- Titre français alternatif : Début d'été
- Titre original : 麦秋 (Bakushū?)
- Réalisation : Yasujirō Ozu
- Scénario : Kōgo Noda et Yasujirō Ozu
- Production : Takeshi Yamamoto
- Société de production : Shōchiku
- Musique originale : Senji Itō
- Photographie : Yūharu Atsuta
- Montage : Yoshiyasu Hamamura
- Décors : Tatsuo Hamada
- Costumes : Taizō Saitō
- Pays d'origine :  Japon
- Langue originale : japonais
- Format : noir et blanc — 1,37:1 — 35 mm — son mono
- Durée : 124 minutes[1] (métrage : treize bobines - 3 410 m[1])
- Dates de sortie :
  - Japon : 3 octobre 1951[1]
  - France : 1er juillet 1992[2] (rétrospective Ozu au Max-Linder) - 9 février 1994

## Distribution
- Setsuko Hara : Noriko Mamiya, secrétaire célibataire de 28 ans
- Chishū Ryū : Kōichi Mamiya, le frère aîné de Noriko
- Kuniko Miyake : Fumiko Mamiya, la belle-sœur de Noriko
- Ichirō Sugai : Shukichi Mamiya, le père de Noriko et de Kōichi
- Chieko Higashiyama : Shige Mamiya, la mère de Noriko et de Kōichi
- Chikage Awashima : Aya Tamura, la meilleure amie de Noriko
- Shūji Sano : Sotaro Satake, le patron de Noriko
- Kan Nihonyanagi : Kenkichi Yabe, l'assistant de Kōichi
- Haruko Sugimura : Tami Yabe, la mère de Kenkichi
- Kokuten Kōdō : Mokichi Mamiya, le vieil oncle (crédité Kuninori Takado)
- Zen Murase : Minoru Mamiya, le fils aîné de Kōichi
- Isao Shirosawa : Isamu Mamiya, le second fils de Kōichi
- Toyoko Takahashi : Nobu Tamura, la mère d'Aya
- Kuniko Igawa : Takako Yasuda
- Seiji Miyaguchi : Nishiwaki

## Autour du film
Été précoce est projeté pour la première fois en France lors de la rétrospective Ozu au cinéma Max-Linder de l'été 1992. Celle-ci comprend quatorze films du cinéaste dont six inédits en France et s'est déroulée pendant deux mois.

## Distinctions

### Récompenses
- 1952 : prix Mainichi de la meilleure actrice pour Setsuko Hara[4]
- 1952 : prix Blue Ribbon du meilleur réalisateur pour Yasujirō Ozu, de la meilleure actrice pour Setsuko Hara, de la meilleure actrice dans un second rôle pour Haruko Sugimura et de la meilleure photographie pour Yūharu Atsuta[5]
- 1952 : prix Kinema Junpō du meilleur film pour Yasujirō Ozu[6]